# Josefa Rosa de Muñatones
Josefa Rosa de Muñatones Moral y Aguado (San Clemente de Pisco, 1669-Lima, 1736) fue una acaudalada dama criolla, gran terrateniente en los valles de Chincha y Pisco en el actual departamento de Ica, matriarca del poderoso clan Salazar y Muñatones, que ocupó un lugar predominante durante el siglo XVIII en el Perú virreinal.

## Biografía
Fueron sus padres el criollo pisqueño José de Muñatones y Herrera, Meléndez y Pastrana, y la dama chinchana Josefa de Moral Aguado y Ortiz Delgado, ambos herederos de vastas haciendas. En virtud al estado religioso e incapacidad mental de sus hermanos mayores, fue favorecida con el mayorazgo fundado por su padre, consistente en una casona en la villa de Pisco y el viñedo San José de Cóndor en el mismo valle. A inicios del siglo XVIII, la hacienda estaba valorizada en cien mil pesos, contando con ochenta mil cepas de vid y cincuenta y seis esclavos. Además, también heredó de su madre la hacienda de panllevar San José de Chincha, la cual contaba con 212 fanegadas y poseía dos docenas de esclavos.

## Matrimonios y descendencia
Contrajo nupcias con el comerciante vizcaíno Andrés de Salazar y Alcedo, caballero de Santiago, con el cual tuvo la siguiente descendencia:
1. Severino de Salazar y Muñatones, casado con Antonio de Cuervo y Valdez, y luego con María de Ayesta Cuervo, en ambos casos con sucesión, en cuyas descendencias han recaído el Marquesado de Guadacorte y los derechos del Marquesado de Villahermosa de San José.
2. Andrés de Salazar y Muñatones (n. 1691), cuya descendencia enlazó con los marqueses de Casa Dávila y Casa Concha, además de los vizcondes de San Donás.
3. José de Salazar y Muñatones, casado con Francisca de la Breña y Bustamante, cuya descendencia emparentó con los condes de Vistaflorida.
4. Isabel de Salazar y Muñatones (n. 1700), casada con Ventura Jiménez de Lobatón y Azaña, con sucesión.
5. Rosa de Salazar y Muñatones, casada con el general Juan Bautista de Belzunce y Elzo, con sucesión.
6. Agustín de Salazar y Muñatones (n. 1702), primer conde de Monteblanco, con sucesión.
7. Josefa de Salazar y Muñatones.

Luego de enviudar, contrajo segundo matrimonio con el maestre de campo Manuel de Murga y Salcedo, con el cual tuvo a:
1. Juan José de Murga y Muñatones, hacendado de Pisco, casado con Isabel de Acevedo y Borja, con sucesión.
2. Antonio de Murga y Muñatones, arcediano del Cuzco.
3. Manuel de Murga y Muñatones, vicario eclesiástico en Ica.
4. Margarita de Murga y Muñatones, casada con Agustín de Landaburu y Ribera, sin sucesión.